# Francesco di Oberto
Francesco di Oberto (fl. XIV secolo) è stato un pittore italiano del primo Rinascimento, attivo principalmente a Genova.

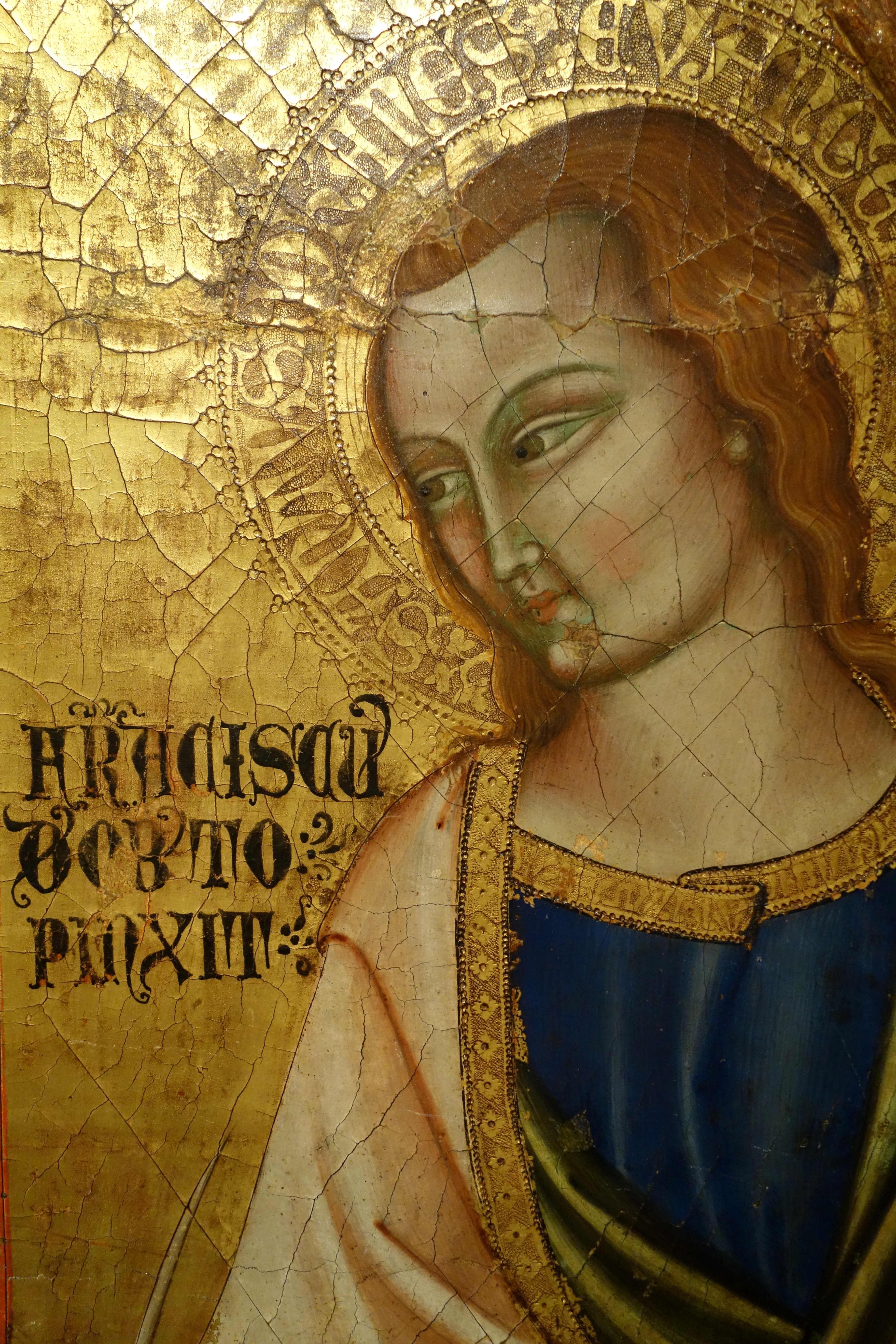
Dettaglio della Madonna con Bambino e Santi Domenico e Giovanni Evangelista, di Francesco di Oberto, forse 1368

Dipinse una Madonna tra due angeli per la chiesa di San Domenico. Lavorò a Ferrara nel 1368.